# اتحاد المؤرخين العرب
اتحاد المؤرخين العرب - (القاهرة) هو هيئةٌ علميةٌ مهنيةٌ تضم المؤرخين العرب. تأسس رسميًا في مارس (آذار) 1992، وكان يضم آنذاك 100 عضو، واتخذ من قسم التاريخ بكلية الآداب في جامعة القاهرة مقرًا له. يضم الاتحاد الآن أكثر من 1200 عضو. في عام 2014 أهدى الشيخ الدكتور سلطان بن محمد القاسمي مبنىً من دورين مع تأثيثه للاتحاد في منطقة التجمع الأول بالقاهرة الجديدة، وافتتح المقر الجديد في مايو (أيار) 2015.
يعقدُ الاتحاد منذ عام 1993 عددًا من الندوات على مستوى جامعات الوطن العربي، ويصدر عن كلٍ منها مجلدٌ يحتوي على بحوثٍ الندوة(حصاد الندوة)، كما يُقيم الاتحاد احتفالًا سنويًا ضمن فعاليات الندوة السنوية، حيث يكرم فيه أبرز المؤرخين العرب. يمنح الاتحاد جائزة «شوامخ المؤرخين العرب».

## مجلة المؤرخ العربي
أصدر اتحاد المؤرخين العرب العدد الأول من «مجلة المؤرخ العربي» عام 1993، وهي مجلةٌ علميةٌ محكمةٌ تصدر سنويًا عن الاتحاد. تُعرف المجلة نفسها «علمية تاريخية بحتة، تصدر عن اتحاد المؤرخين العرب بالقاهرة، تستهدف الحقيقة التاريخية صافية نقية بعيدة عن أي تيارات سياسية أو عقائدية».

## وصلات خارجية
- مجلة المؤرخ العربي